# Concentrateur solaire à miroir de Fresnel
 (janvier 2021).
La mise en forme du texte ne suit pas les recommandations de Wikipédia : il faut le « wikifier ».
Les points d'amélioration suivants sont les cas les plus fréquents :
- Les titres sont pré-formatés par le logiciel. Ils ne sont ni en capitales, ni en gras.
- Le texte ne doit pas être écrit en capitales (les noms de famille non plus), ni en gras, ni en italique, ni en « petit »…
- Le gras n'est utilisé que pour surligner le titre de l'article dans l'introduction, une seule fois.
- L'italique est rarement utilisé : mots en langue étrangère, titres d'œuvres, noms de bateaux, etc.
- Les citations ne sont pas en italique mais en corps de texte normal. Elles sont entourées par des guillemets français : « et ».
- Les listes à puces sont à éviter, des paragraphes rédigés étant largement préférés. Les tableaux sont à réserver à la présentation de données structurées (résultats, etc.).
- Les appels de note de bas de page (petits chiffres en exposant, introduits par l'outil «  Source ») sont à placer entre la fin de phrase et le point final[comme ça].
- Les liens internes (vers d'autres articles de Wikipédia) sont à choisir avec parcimonie. Créez des liens vers des articles approfondissant le sujet. Les termes génériques sans rapport avec le sujet sont à éviter, ainsi que les répétitions de liens vers un même terme.
- Les liens externes sont à placer uniquement dans une section « Liens externes », à la fin de l'article. Ces liens sont à choisir avec parcimonie suivant les règles définies. Si un lien sert de source à l'article, son insertion dans le texte est à faire par les notes de bas de page.
- La présentation des références doit suivre les conventions bibliographiques. Il est recommandé d'utiliser les modèles {{Ouvrage}}, {{Chapitre}}, {{Article}}, {{Lien web}} et/ou {{Bibliographie}}. Le mode d'édition visuel peut mettre en forme automatiquement les références.
- Insérer une infobox (cadre d'informations à droite) n'est pas obligatoire pour parachever la mise en page.

Pour une aide détaillée, merci de consulter Aide:Wikification.
Si vous pensez que ces points ont été résolus, vous pouvez retirer ce bandeau et améliorer la mise en forme d'un autre article.
La Lytefire est une technique de concentration solaire développée par l'entreprise Finlandaise Solar Fire Concetration Ltd. La géométrie de la Lytefire s'inspire des miroirs de Fresnel avec plusieurs miroirs approximant une parabole afin de concentrer les rayons du soleil dans un four. Plusieurs modèles de Lytefire existent et ces fours solaires permettent des activités solaires professionnelles, par exemple la boulangerie.

## Les miroirs de Fresnel

### Technique

Le principe de la lentille de Fresnel

Les miroirs de Fresnel sont nommés d'après les lentilles optiques développées par Augustin Fresnel, appelée Lentille de Fresnel. Cette méthode consiste à approximer une parabole par plusieurs petits arcs de parabole ou par des petits segments droits. 

### Avantages
Le premier avantage est économique. L'utilisation de petits arcs de parabole ou de segments revient à utiliser des miroirs plans à la place de miroirs paraboliques. Ceux-ci sont moins rares et meilleur marché que les miroirs paraboliques. La construction est moins chère ainsi que la maintenance et le remplacement des miroirs brisés si nécessaire.

### Limites
L'approximation de la parabole peut manquer de précision. Selon les cas d'utilisation, un second réflecteur peut être nécessaire afin de concentrer les rayons du soleil.

### Histoire
Au XIXe siècle, l'Italien Allessandro Battaglia fit des travaux pionniers dans le domaine de la concentration solaire. Il ne fit pas d'implémentation pratique mais son travail est considéré comme l'origine de la technique de concentration linéaire de Fresnel. Au XXe siècle, un autre Italien nommé Giovanni Francia développa un concentrateur linéaire de Fresnel et il construisit les premiers prototypes à Gènes (Italie) en 1963 et à Marseille (France) en 1964. Francia croyait que l'énergie solaire ne pouvait se développer seulement avec une bonne efficacité économique et une technique simple, d'où l'importance des miroirs plans. Depuis, les concentrateurs linéaires de Fresnel se sont développés lentement à travers le monde. Un intérêt croissant pour la technique a émergé dans le contexte de la lutte contre le changement climatique. La Lytefire a une géométrie proche des concentrateurs linéaires de Fresnel. Cependant, la Lytefire est plus simple et adaptée pour des applications à petite échelle (des fours solaires) pour que la dissémination soit plus grande, en particulier dans les pays en développement.

## la Lytefire

### Spécifications techniques
La Lytefire a 5 ou 11 m2 de surface de miroirs dans les premiers modèles. Chaque miroir est orienté différemment pour concentrer la lumière dans un collecteur directement lié au four.

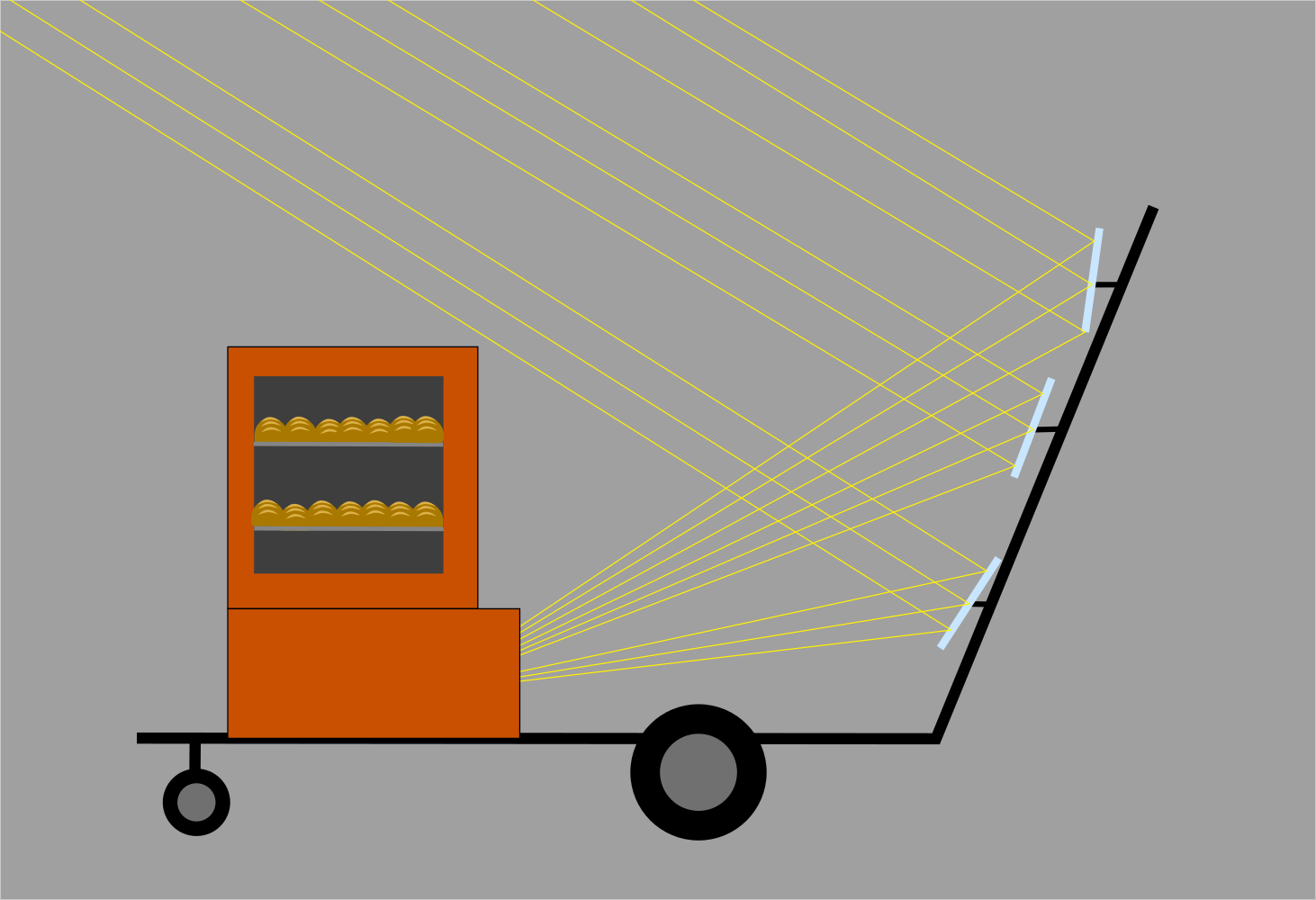
Schéma de la Lytefire

 La puissance de la Lytefire 11 (11 m2 de miroirs) est de l'ordre de 8 kW (avec l'hypothèse d'une puissance solaire de 1 kW/m2), ce qui permet d'atteindre 200 °C en une demi-heure. La température peut aller jusqu'à plus de 350 °C. Grâce à ces dimensions, une activité professionnelle peut reposer sur cette technique. Au Kenya, au Burkina Faso, en Tanzanie et en France, des boulangers utilisent la Lytefire comme four.
La Lytefire se situe entre les fours solaires traditionnels (ou les « cuisinières solaires » qui permettent de cuisiner un repas pour quelques personnes) et les techniques de centrale solaire thermodynamique (notamment les centrales de Concentrateur à Réflecteur Linéaire de Fresnel compact). Cela permet d’avoir un four solaire puissant (de l’ordre de quelques kilowatts) pouvant supporter une activité professionnelle tout en évitant les coûts des grandes infrastructures

### Projets pilotes
Plusieurs projets pilotes ont été conduits par Solar Fire Concentration Ltd : trois au Kenya et un en France. Ces projets ont confirmé qu'une activité professionnelle peut reposer sur l'énergie solaire. Une Lytefire plus grande (11 m2 de miroirs) a été construite pour le projet en Normandie confirmant la faisabilité des activités solaires sous les latitudes européennes.

### Impact
Les impacts de ces concentrateurs solaires ont été mesurés et calculés pendant les projets pilotes. L'effet sur le climat est compréhensible car la Lytefire remplace des fours à bois, à charbon ou à gaz. Le soleil remplace les carburants et évite donc l'émission de gaz à effet de serre. Sur une année de boulange (i.e. 25 t de pain cuit pour un four), une Lytefire permet d'économiser quelques tonnes de CO2eq (selon le four qu'elle remplace).
L'impact social est aussi grand car la Lytefire permet de démarrer une activité entrepreneuriale reposant sur une source d'énergie durable et autonome. Grâce à sa conception simple et robuste, la Lytefire peut être construite et entretenue partout dans le monde. De plus, la cuisson solaire permet d'éviter aux boulangers de respirer des fumées toxiques provenant de la combustion du bois ou du charbon (dans le cas où la Lytefire remplace un tel four). En tout, le développement de la Lytefire aide à se battre directement pour 7 des 17 Objectifs de Développement Durable des Nations unies (pas de pauvreté, égalité entre les sexes, énergie propre et d'un coût abordable, travail décent et croissance économique, inégalités réduites, villes et communautés durables, mesures relatives à la lutte contre les changements climatiques).
Du point de vue économique, la Lytefire a une conception suffisamment simple pour permettre sa construction complète par des artisans locaux à un prix abordable dans les pays en développement. L'utilisation du soleil comme source d'énergie permet de ne pas avoir de coût de carburant et les coûts de maintenance ne sont pas plus élevé pour la Lytefire que pour les autres fours traditionnels. Les projets pilotes ont montré que les boulangers solaires ont tendance à augmenter leur profit (grâce aux coûts réduits) et à augmenter leur production (grâce à l'énergie accessible gratuitement). La Lytefire aide les communautés à se développer grâce à une activité économique durable.